# Erica Magnaldi
Erica Magnaldi (Cuneo, 24 augustus 1992) is een Italiaanse wielrenster die sinds 2023 rijdt voor de wielerploeg UAE Team ADQ. In 2017 en 2018 reed ze voor BePink en van 2019 tot 2021 voor Ceratizit-WNT.
Op 27 juni 2018 won ze brons op de Middellandse Zeespelen in het Spaanse Tarragona op ruim drie minuten achter haar landgenote Elisa Longo Borghini. In september van dat jaar won ze de slotrit van de Tour de l'Ardèche en werd ze 20e tijdens de wegwedstrijd van de Wereldkampioenschappen wielrennen 2018 in Innsbruck.

## Palmares
2018
 Wegwedstrijd op de Middellandse Zeespelen
7e etappe Tour de l'Ardèche
2025
Grote Prijs van Chambéry

### Uitslagen in voornaamste wedstrijden
| Jaar | Ronde van Italië | Ronde van Frankrijk | Ronde van Spanje |
| ---- | ---------------- | ------------------- | ---------------- |
| 2017 |                  |                     |                  |
| 2018 | 13e              |                     |                  |
| 2019 | 10e              |                     |                  |
| 2020 | 19e              |                     |                  |
| 2021 | 13e              |                     | 16e              |
| 2022 | 8e               | 18e                 |                  |
| 2023 | 5e               | 13e                 | 8e               |
| 2024 | 14e              | 12e                 | 15e              |
| 2025 | 24e              |                     | 23e              |

| Jaar | Milaan-San Remo | Ronde van Vlaanderen | Amstel Gold Race | Luik-Bast.‑Luik | Waalse Pijl | Grote Prijs van Chambéry | Ronde van Emilia |  | WK op de weg |
| ---- | --------------- | -------------------- | ---------------- | --------------- | ----------- | ------------------------ | ---------------- |  | ------------ |
| 2017 |                 |                      |                  |                 |             |                          | 10e              |  |              |
| 2018 |                 | 40e                  |                  | 13e             | 20e         |                          |                  |  | 20e          |
| 2019 |                 | 28e                  |                  | 72e             | 27e         |                          | 14e              |  |              |
| 2020 |                 |                      |                  | opgave          | 42e         |                          | 13e              |  | 65e          |
| 2021 |                 |                      | 14e              | 16e             | 13e         |                          |                  |  |              |
| 2022 |                 |                      | 15e              | 37e             | 19e         |                          |                  |  |              |
| 2023 |                 |                      |                  | 14e             | 22e         | Zilver                   | 9e               |  |              |
| 2024 |                 |                      |                  | 31e             | 24e         | Brons                    | 13e              |  | 56e          |
| 2025 | 44e             |                      |                  |                 |             | ↑                        |                  |  |              |

## Ploegen
- 2017 —  BePink (vanaf 1 sept)
- 2018 —  BePink
- 2019 —  WNT-Rotor
- 2020 —  Ceratizit-WNT
- 2021 —  Ceratizit-WNT
- 2022 —  UAE Team ADQ
- 2023 —  UAE Team ADQ
- 2024 —  UAE Team ADQ
- 2025 —  UAE Team ADQ

Asencio · Badegruber · Brauße (vanaf 1/7) · Brennauer · Ensing · Hammes · Koppenburg · Koster · Magnaldi · Pilote-Fortin · Rijkes · Santesteban · Soet · Teutenberg · Vieceli · Wild
Asencio · Brauße · Brennauer · Confalonieri · Hammes · Koster · Leth · Magnaldi · Rijkes · Santesteban · Soet · Teutenberg · Vieceli · Wild
Asencio · Banks · Brauße · Brennauer · Confalonieri · Hammes · Henttala · Lach · Leth · Magnaldi · Rijkes · Teutenberg · Vieceli · Wild
al Sayegh · Bastianelli · Bertizzolo · Boogaard · Bujak · García · Ivanchenko · Magnaldi · Novolodskaja · Patuelli · Pintar · Tomasi · Trevisi · Wright · Zanetti
al Sayegh · Amialiusik · Baril · Bastianelli (tot 10/7) · Bertizzolo · Bujak · Consonni · Gasparrini · Harvey · Holden · Ivanchenko · Kumięga · Magnaldi · Persico · Tomasi · Trevisi
al Sayegh · Amialiusik · Bertizzolo · Bujak · Carbonari · Consonni · Gasparrini · Gillespie (vanaf 9/6) · Harvey · Holden · Ivanchenko · Kumięga · Magnaldi · Neumanová · Persico · Swinkels · Włodarczyk
al Sayegh · Amialiusik · Bäckstedt · Bertizzolo · Blasi (vanaf 14/5) · Chapman · Gasparrini · Gillespie · Holden · Ivanchenko · Longo Borghini · Magnaldi · Marturano · Neumanová · Persico · van Rooijen · Squiban · Swinkels · Włodarczyk